# Diploblástico
Diploblástico ou diblástico é a designação dada ao embrião que deriva de apenas dois folhetos embrionários, uma camada mais exterior, a ectoderme, e uma camada mais interior, a endoderme, não desenvolvendo o mesoblasto ou mesoderma. As principais ramificações diploblásticas são as dos celenterados e ctenóforos.
Nota: Os poríforos já foram considerados diploblásticos por diversos livros, alguns consideram como ablásticos (a = negação; blasto - tecido). Os Poríferos se desenvolvem somente até a blástula, portanto não formam folhetos embrionários, o que explica a não-formação de tecidos verdadeiros na filo.